# Kosočtverečný dvanáctistěn
Kosočtverečný dvanáctistěn (rombický dodekaedr) je prostorové těleso, konkrétně konvexní mnohostěn s 12 shodnými kosočtverečnými stěnami. Má 24 hran a 14 vrcholů, z čehož 8 vrcholů spojují 3 hrany a 6 vrcholů spojují 4 hrany.

## Vlastnosti

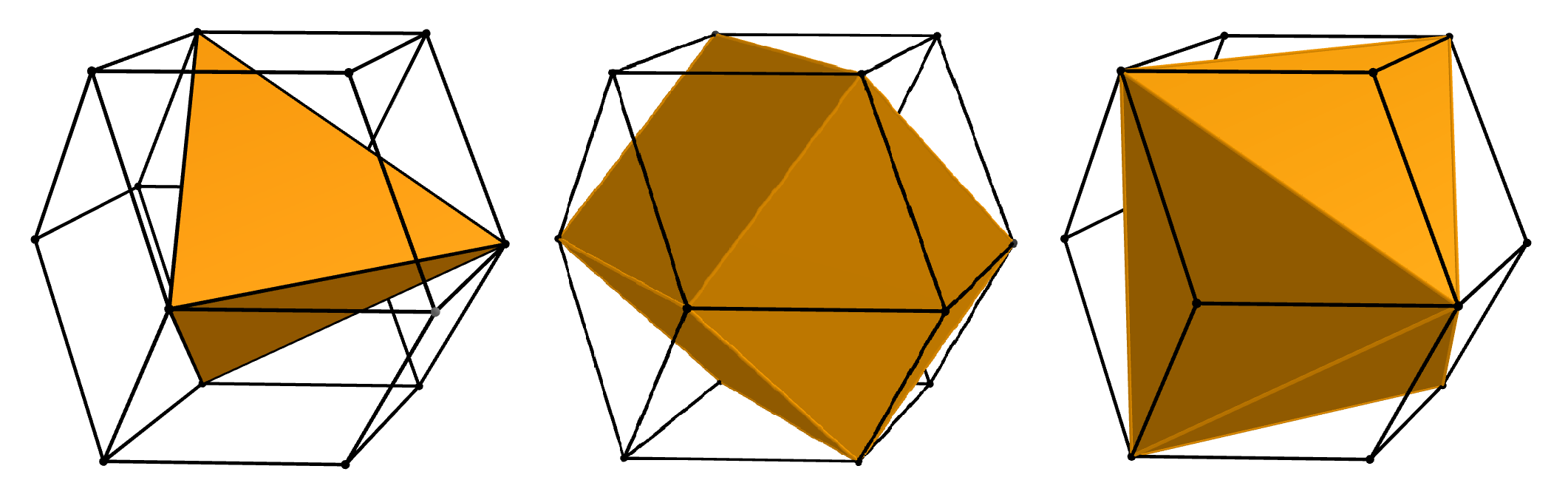
Platónská tělesa v kosočtverečném dvanáctistěnu

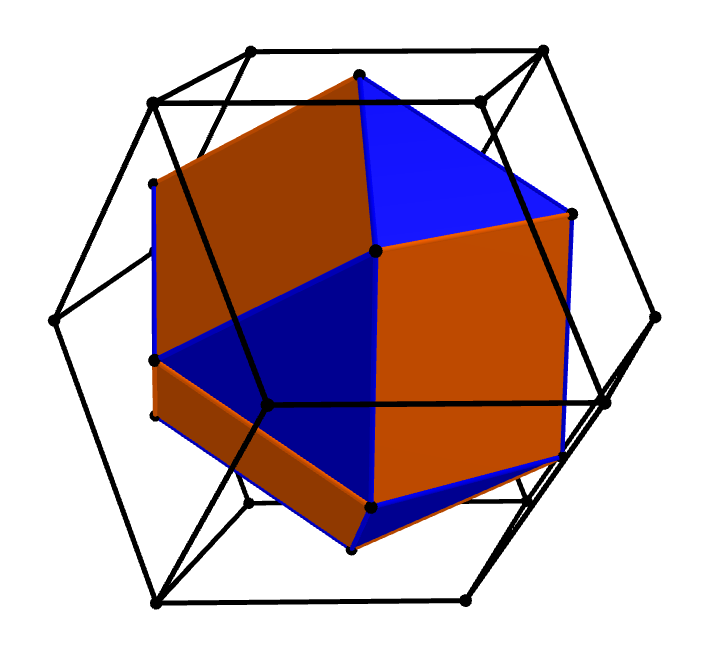
Kuboktaedr uvnitř kosočtverečného dvanáctistěnu

Kosočtverečný dvanáctistěn je středově souměrný a je duální ke kuboktaedru (krychloktaedru), Archimedovskému tělesu.
Délka úhlopříčky každé stěny je přesně √ 2 násobkem délky kratší úhlopříčky, takže ostré úhly v každém kosočtverci měří arccos (1/3), tedy přibližně 70,53°.
Těleso je středově souměrné, proto má navzájem rovnoběžné protilehlé stěny. Nemůžeme ho ale považovat za pravidelné, jelikož vrcholy leží ve dvou různých vzdálenostech od středu. Tím pádem všechny vrcholy neleží na kouli.
Do kosočtverečného dvanáctistěnu můžeme vepsat některá Platónská tělesa. Lze sem vepsat čtyřstěn, krychle i osmistěn. Čtyřstěn sestrojíme spojením čtyř nesousedících vrcholů tvořených třemi hranami. Krychli zkonstruujeme propojením všech vrcholů se sbíhajícími se třemi hranami, takže hrany krychle jsou kratší úhlopříčky kosočtverců. Pro osmistěn spojíme všechny vrcholy tvořené čtyřmi hranami, hrany osmistěnu jsou pak delší úhlopříčky kosočtverců. 
Kosočtverečný dvanáctistěn je duální ke kuboktaedru (krychloktaedru), Archimedovskému tělesu. Můžeme jej sestrojit, tak, že propojíme středy všech jeho stěn.

Kosočtverečný dvanáctistěn může být rozdělen na dvanáct pravidelných čtyřbokých jehlanů, které vycházejí z původní vnitřní krychle. To vysvětluje, proč těleso dokáže pokrýt prostor bez mezer. Toho si můžeme mimo jiné povšimnout v krystalické mřížce granátu. V krystalografii se mřížka označuje jako krychlová. 

Animace konstrukce kosočtverečného dvanáctistěnu z krychle obrácením středové čelní pyramidy krychle.
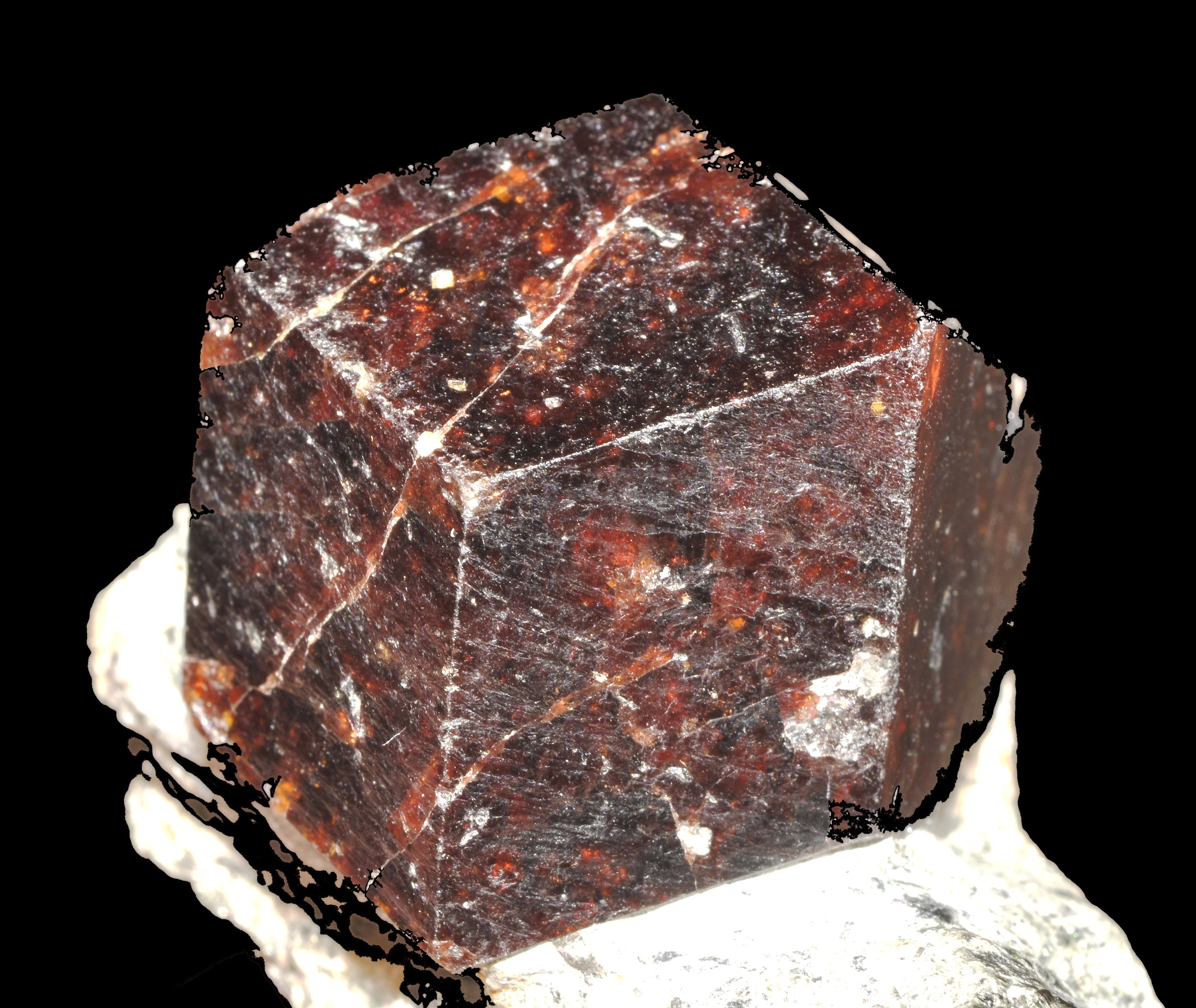
Krystal granátu
Animace vysvětlující krystalovou podobnost krychle a kosočtverečného dvanáctistěnu
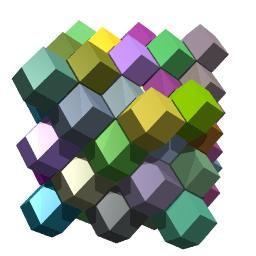
Skládáním těles do sebe tedy lze pokrýt plochu.